# غريس كوليدج
غريس كوليدج (بالإنجليزية: Grace Coolidge) ولدت في ( 3 يناير 1879م - وتوفيت في 8 يوليو 1957م )، زوجة رئيس الولايات المتحدة الثلاثين كالفين كوليدج، والسيدة أولى للولايات المتحدة الأمريكية من 1923 حتى 1929. تخرجت من جامعة فيرمونت عام 1902 بدرجة بكالوريوس آداب في التدريس وانضمت إلى مدارس كلارك للسمع والكلام في نورثهامبتون، ماساتشوستس، لتعليم الأطفال الصم التواصل عن طريق قراءة الشفاه بدلًا من التوقع. قابلت كالفين كوليدج في عام 1904، وتزوجا في العام التالي.
مع تقدم زوجها في حياته السياسية، تجنبت كوليدج السياسة. عندما انتخب كالفن كوليدج حاكم لماساتشوستس في عام 1919، بقيت في المنزل في نورثهامبتون مع أطفالهم. بعد انتخاب زوجها لمنصب نائب الرئيس في عام 1920، انتقلت العائلة إلى واشنطن العاصمة، حيث عاشت في فندق ويلارد. لم تتحدث كوليدج عن القضايا السياسية في ذلك الوقت، بما في ذلك حقوق المرأة. بدلًا من ذلك، كرست نفسها لدعم القضايا والمنظمات الشعبية، مثل الصليب الأحمر وجمعية الممرضات الزائرة. بعد وفاة ابنها كالفن في عام 1924، نالت تعاطف البلاد. على عكس السيدات الأوائل السابقات، اللائي انسحبن بالكامل تقريبًا من دائرة الضوء العامة بعد المآسي الشخصية، استأنفت كوليدج دورها بعد بضعة أشهر.
في عام 1929، انتهت فترة ولاية كالفن كوليدج كرئيس، وتقاعد الزوجان في نورثهامبتون. بعد وفاة زوجها عام 1933، واصلت كوليدج عملها مع الصم وكتبت لعدة مجلات. عملت في مجالس إدارة أكاديمية ميرسبرج ومدرسة كلارك. بعد بداية الحرب العالمية الثانية، انضمت غريس إلى لجنة محلية في نورثهامبتون مكرسة لمساعدة اللاجئين اليهود من أوروبا، وأعارت منزلها إلى ويفس. في عام 1957، توفيت بمرض في القلب ودفنت في بليموث بولاية فيرمونت إلى جانب زوجها وابنها.

## النشأة والزواج
ولدت غريس آنا جودهيو في 3 يناير 1879 في برلينغتون بولاية فيرمونت، وهي الطفلة الوحيدة لأندرو إيزاكلار جودهيو (1848-1923) ولميرا باريت جودهيو (1849-1929). كانت من أصل إنجليزي. عمل والدها، وهو شماس، كمفتش على القارب البخاري لشركة ليك شامبلاين ترانسبورتيشن Lake Champlain Transportation، عين في هذا المنصب عام 1887 من قبل الرئيس غروفر كليفلاند. كانت والدتها ربة منزل علمتها العديد من المهارات المنزلية، بما في ذلك الحياكة، والطبخ والتنظيف والبستنة.
بدأت تعليمها في سن الخامسة في مدرسة ابتدائية عامة محلية في برلينغتون وذهبت إلى مدرسة برلينغتون العامة للقواعد. خلال هذا الوقت، اهتمت بالموسيقى وأخذت دروسًا خاصة في العزف على البيانو. في عام 1893، دخلت مدرسة برلينغتون الثانوية. هناك درست اللاتينية والفرنسية، وكذلك الجيولوجيا والأحياء والكيمياء. كما أخذت دورة خاصة في التخاطب. التحقت في عام 1898 بجامعة فيرمونت، حيث أسست فرع فيرمونت من نادي نسائي Pi Beta Phi، وعملت في إنتاج مسرحية شكسبير الكثير من اللغط حول لا شيء والليلة الثانية عشر، وانضمت إلى نادي البهجة بالكلية. أصبحت أول سيدة تحصل على درجة جامعية لمدة أربع سنوات. من عام 1902 إلى عام 1904، مستوحاة من صديقة الطفولة التي عملت في تعليم الأطفال الصم، درست قراءة الشفاه في مدارس كلارك للسمع والنطق وأصبحت معلمة هناك. ظل تعليم الأطفال الصم شغفها طوال حياتها.
واعدت غريس العديد من الشبان أثناء الكلية. علاقة واحدة، تلك مع فرانك جوينر، كانت جادة لدرجة أن الزواج بدا حتميًا. أنهت العلاقة في عام 1903 عندما التقت بالمحامي الشاب كالفن كوليدج. أثبتت حيوية وسحر غريس أنهما مكملان مثاليان لأسلوب كوليدج المتحفظ. في صيف عام 1905، اقترح كوليدج في شكل إنذار أخير: سأتزوجك. وافقت غريس على الفور، لكن والدتها اعترضت وفعلت كل ما في وسعها لتأجيل الزفاف. لم يتصالح كوليدج أبدًا مع حماته، التي أصرت لاحقًا على أن غريس كانت مسؤولة إلى حد كبير عن نجاح كوليدج السياسي. في 4 أكتوبر 1905، تزوجت جودهيو وكوليدج في حفل بسيط في منزل والديها في برلينغتون: منزل كوليدج، والذي رمم في عام 1993 من قبل كلية شامبلان. قضيا شهر العسل لمدة أسبوع في مونتريال واستقرا في نورثهامبتون، ماساتشوستس، حيث مكثا في ما يعرف الآن باسم كالفين كوليدج هاوس حتى عام 1930.
انطلقت الحياة السياسية لكالفين كوليدج عام 1907 عندما انتخب للمحكمة العامة في ماساتشوستس. بعد انتهاء فترته في المجلس التشريعي للولاية، خدم ثلاث فترات متتالية مدتها عام واحد بصفته نائب حاكم ولاية ماساتشوستس (1916-1918)، وفترة ولاية واحدة حاكم ولاية ماساتشوستس (1919-1921). في عام 1920، انتخب نائبا للرئيس وتولى منصبه في مارس 1921. لم تحتفظ غريس بالكثير من الصورة العامة.
كان لكوليدج ولدان، جون (1906-2000) وكالفن (1908-1924).
في عام 1921، بصفتها زوجة نائب رئيس الولايات المتحدة، انتقلت غريس كوليدج من روتين ربة منزلها إلى مجتمع واشنطن وسرعان ما أصبحت المرأة الأكثر شعبية في العاصمة.

## السيدة الأولى

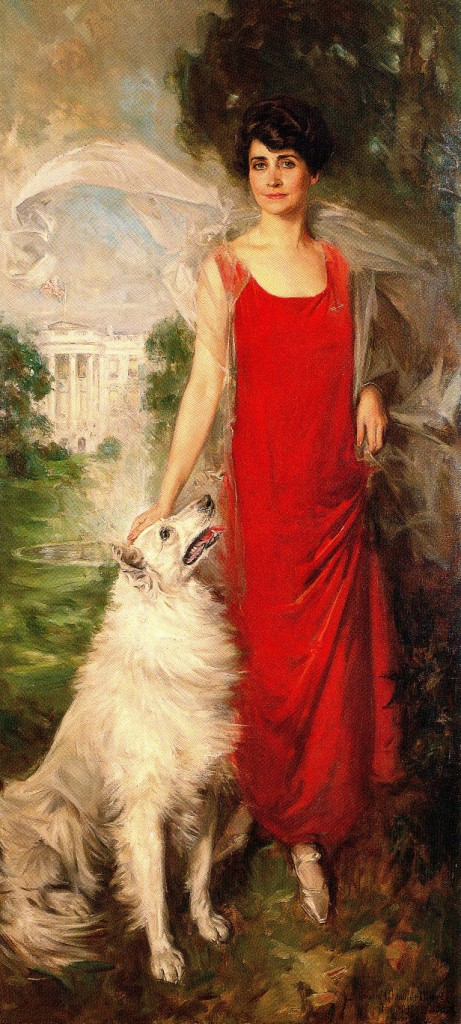
الصورة الرسمية للسيدة الأولى غريس كوليدج (1879-1957)

بعد وفاة هاردينغ وخلافة كالفن كوليدج للرئاسة، خططت غريس للحياة الاجتماعية للإدارة الجديدة كما أرادها زوجها: متواضعة وكريمة.
بصفتها السيدة الأولى، كانت مضيفة شهيرة. كانت أيضًا السيدة الأولى التي تتحدث في نشرات إخبارية سليمة. كان الحدث الاجتماعي البارز في سنوات كوليدج هو الحفلة التي أقامها تشارلز ليندبيرغ عقب رحلته عبر المحيط الأطلسي في عام 1927. كان الزوجان كوليدج زوجان مخلصان بشكل خاص، على الرغم من أن الرئيس لم يناقش معها مسائل الولاية مطلقًا. لم تكن تعلم حتى أنه قرر عدم إعادة انتخابه في عام 1928 حتى أعلن ذلك للصحافة. حصلت على الميدالية الذهبية من المعهد الوطني للعلوم الاجتماعية. في عام 1931، صوت لها كواحدة من أعظم اثنتي عشرة امرأة في أمريكا على قيد الحياة.
أعطيت العائلة الأولى حيوان الراكون في عام 1926 كهدية عيد الشكر، وربته الأسرة كحيوان أليف. حتى أن الرئيس كوليدج أعطى الحيوان طوقًا مخيطًا بعبارة راكون البيت الأبيض. بعد مغادرة كوليدج البيت الأبيض، ذهب الراكون للعيش في حديقة حيوانات.

## الحياة المتأخرة والوفاة
لخص كالفن كوليدج زواجه من غريس في سيرته الذاتية: على مدى ربع قرن تقريبًا تحملت ضعفي، وقد ابتهجت بنعمها.
لمزيد من الخصوصية في نورثهامبتون، اشترت كوليدج ذا بيتشز، وهو منزل كبير مع مساحات واسعة. توفي الرئيس السابق هناك بعد نوبة قلبية مفاجئة في 5 يناير 1933، عن عمر يناهز 60 عامًا. بعد وفاة زوجها، واصلت غريس كوليدج عملها نيابة عن الصم. كانت أيضًا نشطة في الصليب الأحمر والدفاع المدني ومحركات الخردة خلال الحرب العالمية الثانية. حافظت غريس على إحساسها بالمرح ونفورها من الدعاية حتى وفاتها في 8 يوليو 1957، عن عمر يناهز 78 عامًا. دفنت بجانب زوجها في بلايموث، فيرمونت.

## روابط خارجية
- غريس كوليدج على موقع الموسوعة البريطانية (الإنجليزية)
- غريس كوليدج على موقع إن إن دي بي (الإنجليزية)